# ニサ (ポーランド)
ニサ（ポーランド語: Nysa [ˈnɨsa] ( 音声ファイル)）、あるいはヌィサは、ポーランド南西部、ニサ・クウォツカ川（グラッツァー・ナイセ川）河岸にある町。オポレ県に属し、人口は48,849人（2019年）。ニサ郡の郡都である。周辺自治体を含めると、60,123人の都市圏を形成している。ドイツ語名はナイセ（Neisse、旧表記 Neiße）。

## 歴史

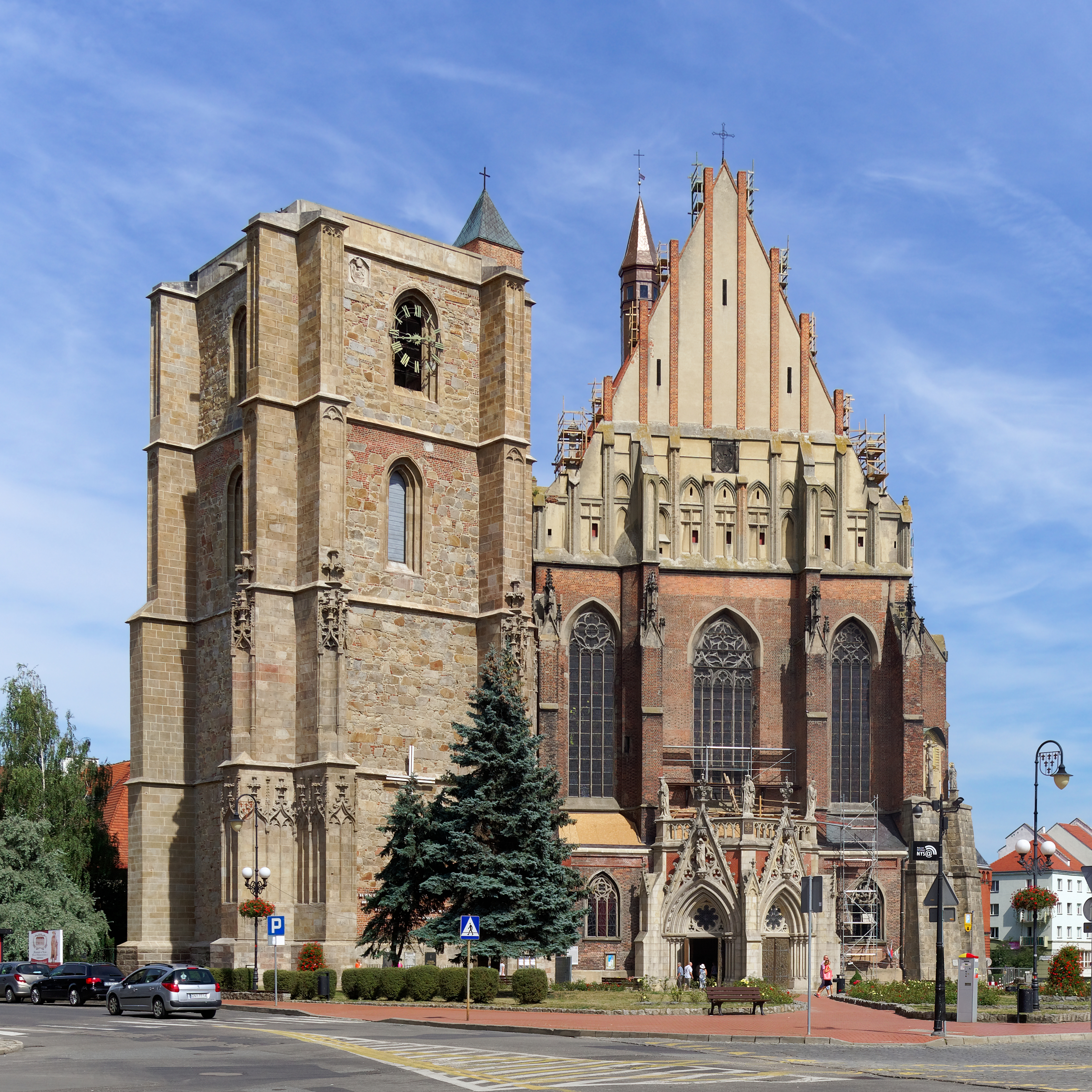
聖ヤコブと聖アグネス大聖堂

ニサはシレジア地方の最古の町の一つである。10世紀ころにおそらく町ができたとされ、その後同名の公国の首都となった。ニサ公国としてヴロツワフ司教座の一部となった。1350年以降にできた町の要塞設備は、1424年にフス派から町を守るために使われた。
17世紀の三十年戦争の間、町は3度包囲された。第一次シレジア戦争（1740年-1741年、オーストリア継承戦争）は、シレジアにおけるオーストリア主権の終わりを告げ、町はプロイセン王フリードリヒ2世の手に渡り、町の要塞設備は近代的なものにつくり変えられた。1769年8月25日、ナイセはフリードリヒ2世と神聖ローマ皇帝ヨーゼフ2世の会談の場となった。
ナポレオン戦争では、ナイセは1807年にフランス帝国に占領された。プロイセン領シュレージエンではプロテスタントが優勢であったが、ナイセはほとんどがカトリック教徒であった。ゴシック様式とバロック様式の教会が数多くあるナイセは、かつて「シレジアのローマ」と呼ばれていた。1816年から1911年、町は独立都市となって以後ナイセ地区の首府であった。
第一次世界大戦後、ナイセはヴァイマル共和国の新設されたオーバーシュレージエン（上シレジア）の一部となった。第二次世界大戦では赤軍に占領され、町はポツダム協定に基づきポーランド行政下に置かれ、ポーランド語の地名ニサに変更された。町に住んでいたドイツ人住民は、ドイツ人追放によって町を出て行き、替わってポーランド人が移り住んだ。

## スポーツ
- スタル・ニサSA
- KŻニサ
- AZS PWSZニサ
- ポロニア・ニサ
- ポザムチェ・ニサ
- AZSバスケット・ニサ
- NTSKニサ
- フォルト・ニサ
- NTGニサ

## 著名な出身者
- コンラート・ブロッホ - 生化学者

## 姉妹都市
- リュディングハウゼン、ドイツ
- イェセニーク、チェコ
- シュムペルク、チェコ
- コロムィーヤ、ウクライナ
- インゲルハイム・アム・ライン、ドイツ
- バルチースク、ロシア
- タヴェルニー、フランス